# Kižinga
Kižinga (in russo Кижинга?, in buriato Хэжэнгэ) è un villaggio della Russia asiatica, in Siberia Orientale. È situato nella Repubblica autonoma della Burazia e appartiene al rajon Kižinginskij del quale è il centro amministrativo.
Il villaggio si trova 200 km a est di Ulan-Udė sulla riva sinistra del fiume Kižinga, a 9 km dalla sua confluenza nel Chudan.